# 大伊山石棺墓
大伊山石棺墓位于中国江苏省连云港市灌云县伊山镇北郊任庄村大伊山东麓青风岭上，1996年被列为第四批全国重点文物保护单位。
大伊山石棺墓于1981年被发现，仅存西北角，总面积约3000平方米。1985～1986年考古发掘发现新石器时代墓葬62座，全部采用天然石板镶砌而成。大伊山石棺墓是中国已发现的最早的石棺墓，属青莲岗文化类型。

## 基本介绍
大伊山石棺墓位于连云港市灌云县伊山镇（原伊山乡）任庄村大伊山东麓青风岭上。  由当地砖瓦烧制厂工人取土时偶然发现。
1981年发现时遗址仅存西北角一部分。现存遗址东西长70、南北宽45米，总面积约3000平方米，距今6500年，是中国迄今发现的最早的石棺墓。

## 蕴藏文物
1985年2—4月进行抢救性发掘，1986年3—4月进行第二次发掘。两次发掘共揭露面积550平方米，
清理出新石器时代早期墓葬62座，岳石文化和西周时期灰坑各1个，汉代墓葬10座。文化层厚约1米，地层堆积清晰。新石器时代早期文化石棺墓61座，全部采用大伊山上自然石板镶砌而成。共出土陶器、石器、骨器、玉器等文物170余件。石器均磨制，少数留有打制痕迹，器形有斧、锛、铲、凿、杵、研磨器等；骨器有针、锥；玉器有璜、块、耳坠等；陶器以夹砂红褐陶、泥质红陶为主，均为手制。常见器有釜、鼎、钵、盆、壶、瓶、支座、锉等。纹饰主要有附加堆纹、窄堆纹、乳丁纹、刻划纹。墓葬中随葬陶器以釜、钵、罐或鼎、钵、盆为基本组合，鼎釜多带腰沿，钵多为平底，部分为盖在死者头部的“红顶钵”，其中6件底部有刻划符号。

## 其他资料
大伊山石棺墓晚于北辛文化，早于大汶口文化；由于它处于南北文化交汇区，因而既具有黄河下游新石器文化特征，又具有长江下游新石器文化的特点，同时还具有独特的自身文化因素，属青莲岗文化类型。1995年4月公布为江苏省第四批文物保护单位，1996年11月公布为第四批全国重点文物保护单位。